# Liste des coureurs du Tour de France 2023
Pour un article plus général, voir Tour de France 2023.
Cet article dresse la liste des coureurs du Tour de France 2023. Les 176 coureurs sont répartis en 22 équipes.

## Liste des participants
| Légende                             | Légende                                                                                         | Légende                                | Légende                                                                                                  |
| ----------------------------------- | ----------------------------------------------------------------------------------------------- | -------------------------------------- | --- |
| Num                                 | Dossard de départ porté par le coureur sur ce Tour de France                                    | Pos                                    | Position finale au classement général                                                                    |
| Leader du classement général        | Indique le vainqueur du classement général                                                      | Leader du classement par points        | Indique le vainqueur du classement par points                                                            |
| Leader du classement de la montagne | Indique le vainqueur du classement de la montagne                                               | Leader du classement du meilleur jeune | Indique le vainqueur du classement du meilleur jeune                                                     |
| Meilleure équipe                    | Indique la meilleure équipe                                                                     | Super combatif                         | Indique le super combatif                                                                                |
|                                     | Indique un maillot de champion national ou mondial, suivi de sa spécialité                      | NP                                     | Indique un coureur qui n'a pas pris le départ d'une étape, suivi du numéro de l'étape où il s'est retiré |
| AB                                  | Indique un coureur qui n'a pas terminé une étape, suivi du numéro de l'étape où il s'est retiré | HD                                     | Indique un coureur qui a terminé une étape hors des délais, suivi du numéro de l'étape                   |
| EX                                  | Coureur exclu pour non-respect du règlement, suivi du numéro de l'étape                         | *                                      | Indique un coureur en lice pour le classement du meilleur jeune (coureurs nés après le 1er janvier 1998) |

| Jumbo-Visma TJV                                      | Jumbo-Visma TJV                | Jumbo-Visma TJV |
| ---------------------------------------------------- | ------------------------------ | --------------- |
| Num                                                  | Coureur                        | Pos             |
| 1                                                    | Jonas Vingegaard (DEN)         | 1er             |
| 2                                                    | Tiesj Benoot (BEL)             | 24e             |
| 3                                                    | Wilco Kelderman (NED)          | 18e             |
| 4                                                    | Sepp Kuss (USA)                | 12e             |
| 5                                                    | Christophe Laporte (FRA)       | 80e             |
| 6                                                    | Wout van Aert (BEL) (chrono)   | NP-18           |
| 7                                                    | Dylan van Baarle (NED) (route) | 42e             |
| 8                                                    | Nathan Van Hooydonck (BEL)     | 93e             |
| Directeur sportif : Frans Maassen, Arthur van Dongen |                                |                 |

| UAE Team Emirates UAD                                  | UAE Team Emirates UAD                 | UAE Team Emirates UAD |
| ------------------------------------------------------ | ------------------------------------- | --------------------- |
| Num                                                    | Coureur                               | Pos                   |
| 11                                                     | Tadej Pogačar (SLO) (route et chrono) | 2e                    |
| 12                                                     | Mikkel Bjerg (DEN)                    | 123e                  |
| 14                                                     | Felix Großschartner (AUT)             | 23e                   |
| 15                                                     | Vegard Stake Laengen (NOR)            | 102e                  |
| 16                                                     | Rafał Majka (POL)                     | 14e                   |
| 17                                                     | Marc Soler (ESP)                      | 56e                   |
| 18                                                     | Matteo Trentin (ITA)                  | 107e                  |
| 19                                                     | Adam Yates (GBR)                      | 3e                    |
| Directeur sportif : Andrej Hauptman, Simone Pedrazzini |                                       |                       |

| Ineos Grenadiers IGD                              | Ineos Grenadiers IGD                | Ineos Grenadiers IGD |
| ------------------------------------------------- | ----------------------------------- | -------------------- |
| Num                                               | Coureur                             | Pos                  |
| 21                                                | Egan Bernal (COL)                   | 36e                  |
| 22                                                | Jonathan Castroviejo (ESP) (chrono) | 15e                  |
| 23                                                | Omar Fraile (ESP)                   | 60e                  |
| 24                                                | Michał Kwiatkowski (POL) (chrono)   | 49e                  |
| 25                                                | Daniel Martínez (COL)               | NP-15                |
| 26                                                | Tom Pidcock (GBR)                   | 13e                  |
| 27                                                | Carlos Rodríguez (ESP)              | 5e                   |
| 28                                                | Ben Turner (GBR)                    | AB-13                |
| Directeur sportif : Steve Cummings, Xabier Zandio |                                     |                      |

| Groupama-FDJ GFC                                     | Groupama-FDJ GFC               | Groupama-FDJ GFC |
| ---------------------------------------------------- | ------------------------------ | ---------------- |
| Num                                                  | Coureur                        | Pos              |
| 31                                                   | David Gaudu (FRA)              | 9e               |
| 32                                                   | Kevin Geniets (LUX)            | 41e              |
| 33                                                   | Stefan Küng (SUI)              | 54e              |
| 34                                                   | Olivier Le Gac (FRA)           | 131e             |
| 35                                                   | Valentin Madouas (FRA) (route) | 20e              |
| 36                                                   | Quentin Pacher (FRA)           | 63e              |
| 37                                                   | Thibaut Pinot (FRA)            | 11e              |
| 38                                                   | Lars van den Berg (NED)        | 70e              |
| Directeur sportif : Philippe Mauduit, Sébastien Joly |                                |                  |

| EF Education-EasyPost EFE                           | EF Education-EasyPost EFE     | EF Education-EasyPost EFE |
| --------------------------------------------------- | ----------------------------- | ------------------------- |
| Num                                                 | Coureur                       | Pos                       |
| 41                                                  | Richard Carapaz (ECU) (route) | NP-2                      |
| 42                                                  | Andrey Amador (CRC)           | 110e                      |
| 43                                                  | Alberto Bettiol (ITA)         | 83e                       |
| 44                                                  | Esteban Chaves (COL) (route)  | AB-14                     |
| 45                                                  | Magnus Cort Nielsen (DEN)     | 96e                       |
| 46                                                  | Neilson Powless (USA)         | 66e                       |
| 47                                                  | James Shaw (GBR)              | AB-14                     |
| 48                                                  | Rigoberto Urán (COL)          | 71e                       |
| Directeur sportif : Juan Manuel Gárate, Tom Southam |                               |                           |

| Soudal Quick-Step SOQ                            | Soudal Quick-Step SOQ         | Soudal Quick-Step SOQ |
| ------------------------------------------------ | ----------------------------- | --------------------- |
| Num                                              | Coureur                       | Pos                   |
| 51                                               | Julian Alaphilippe (FRA)      | 33e                   |
| 52                                               | Kasper Asgreen (DEN) (chrono) | 87e                   |
| 53                                               | Rémi Cavagna (FRA) (chrono)   | 106e                  |
| 54                                               | Tim Declercq (BEL)            | 118e                  |
| 55                                               | Dries Devenyns (BEL)          | 119e                  |
| 56                                               | Fabio Jakobsen (NED) (route)  | NP-12                 |
| 57                                               | Yves Lampaert (BEL)           | 104e                  |
| 58                                               | Michael Mørkøv (DEN)          | 150e                  |
| Directeur sportif : Wilfried Peeters, Tom Steels |                               |                       |

| Bahrain Victorious TBV                                | Bahrain Victorious TBV    | Bahrain Victorious TBV |
| ----------------------------------------------------- | ------------------------- | ---------------------- |
| Num                                                   | Coureur                   | Pos                    |
| 62                                                    | Mikel Landa (ESP)         | 19e                    |
| 63                                                    | Nikias Arndt (GER)        | 121e                   |
| 64                                                    | Phil Bauhaus (GER)        | AB-17                  |
| 65                                                    | Pello Bilbao (ESP)        | 6e                     |
| 66                                                    | Jack Haig (AUS)           | 28e                    |
| 67                                                    | Matej Mohorič (SLO)       | 72e                    |
| 68                                                    | Wout Poels (NED)          | 27e                    |
| 69                                                    | Fred Wright (GBR) (route) | 92e                    |
| Directeur sportif : Gorazd Štangelj, Xavier Florencio |                           |                        |

| Bora-Hansgrohe BOH                              | Bora-Hansgrohe BOH             | Bora-Hansgrohe BOH |
| ----------------------------------------------- | ------------------------------ | ------------------ |
| Num                                             | Coureur                        | Pos                |
| 71                                              | Jai Hindley (AUS)              | 7e                 |
| 72                                              | Emanuel Buchmann (GER) (route) | 21e                |
| 73                                              | Marco Haller (AUT)             | 78e                |
| 74                                              | Bob Jungels (LUX)              | 26e                |
| 75                                              | Patrick Konrad (AUT)           | 82e                |
| 76                                              | Jordi Meeus (BEL)              | 139e               |
| 77                                              | Nils Politt (GER) (chrono)     | 62e                |
| 78                                              | Danny van Poppel (NED)         | 116e               |
| Directeur sportif : Rolf Aldag, Christian Pömer |                                |                    |

| Lidl-Trek LTK                                     | Lidl-Trek LTK                       | Lidl-Trek LTK |
| ------------------------------------------------- | ----------------------------------- | ------------- |
| Num                                               | Coureur                             | Pos           |
| 81                                                | Giulio Ciccone (ITA)                | 32e           |
| 82                                                | Tony Gallopin (FRA)                 | 86e           |
| 83                                                | Mattias Skjelmose (DEN) (route)     | 29e           |
| 84                                                | Alex Kirsch (LUX) (route et chrono) | 115e          |
| 85                                                | Juan Pedro López (ESP)              | 74e           |
| 86                                                | Mads Pedersen (DEN)                 | 105e          |
| 87                                                | Quinn Simmons (USA) (route)         | NP-9          |
| 88                                                | Jasper Stuyven (BEL)                | 79e           |
| Directeur sportif : Steven de Jongh, Kim Andersen |                                     |               |

| AG2R Citroën Team ACT                             | AG2R Citroën Team ACT        | AG2R Citroën Team ACT |
| ------------------------------------------------- | ---------------------------- | --------------------- |
| Num                                               | Coureur                      | Pos                   |
| 91                                                | Ben O'Connor (AUS)           | 17e                   |
| 92                                                | Clément Berthet (FRA)        | 25e                   |
| 93                                                | Benoît Cosnefroy (FRA)       | 101e                  |
| 94                                                | Stan Dewulf (BEL)            | 81e                   |
| 95                                                | Felix Gall (AUT)             | 8e                    |
| 96                                                | Oliver Naesen (BEL)          | 76e                   |
| 97                                                | Aurélien Paret-Peintre (FRA) | 55e                   |
| 98                                                | Nans Peters (FRA)            | 73e                   |
| Directeur sportif : Julien Jurdie, Nicolas Guillé |                              |                       |

| Alpecin-Deceuninck ADC                               | Alpecin-Deceuninck ADC     | Alpecin-Deceuninck ADC |
| ---------------------------------------------------- | -------------------------- | ---------------------- |
| Num                                                  | Coureur                    | Pos                    |
| 101                                                  | Mathieu van der Poel (NED) | 57e                    |
| 102                                                  | Silvan Dillier (SUI)       | 129e                   |
| 103                                                  | Michael Gogl (AUT)         | 133e                   |
| 104                                                  | Quinten Hermans (BEL)      | 113e                   |
| 105                                                  | Søren Kragh Andersen (DEN) | 122e                   |
| 106                                                  | Jasper Philipsen (BEL)     | 97e                    |
| 107                                                  | Jonas Rickaert (BEL)       | 114e                   |
| 108                                                  | Ramon Sinkeldam (NED)      | AB-14                  |
| Directeur sportif : Christoph Roodhooft, Bart Leysen |                            |                        |

| Intermarché-Circus-Wanty ICW                       | Intermarché-Circus-Wanty ICW | Intermarché-Circus-Wanty ICW |
| -------------------------------------------------- | ---------------------------- | ---------------------------- |
| Num                                                | Coureur                      | Pos                          |
| 111                                                | Biniam Girmay (ERI)          | 125e                         |
| 112                                                | Lilian Calmejane (FRA)       | 77e                          |
| 113                                                | Rui Costa (POR)              | 67e                          |
| 114                                                | Louis Meintjes (RSA)         | AB-14                        |
| 115                                                | Adrien Petit (FRA)           | 143e                         |
| 116                                                | Dion Smith (NZL)             | 111e                         |
| 117                                                | Mike Teunissen (NED)         | 103e                         |
| 118                                                | Georg Zimmermann (GER)       | 47e                          |
| Directeur sportif : Steven De Neef, Lorenzo Lapage |                              |                              |

| Cofidis COF                                               | Cofidis COF            | Cofidis COF |
| --------------------------------------------------------- | ---------------------- | ----------- |
| Num                                                       | Coureur                | Pos         |
| 121                                                       | Guillaume Martin (FRA) | 10e         |
| 122                                                       | Bryan Coquard (FRA)    | 98e         |
| 123                                                       | Simon Geschke (GER)    | AB-18       |
| 124                                                       | Ion Izagirre (ESP)     | 45e         |
| 125                                                       | Victor Lafay (FRA)     | AB-20       |
| 126                                                       | Anthony Perez (FRA)    | NP-18       |
| 127                                                       | Alexis Renard (FRA)    | NP-17       |
| 128                                                       | Axel Zingle (FRA)      | 142e        |
| Directeur sportif : Bingen Fernández, Gorka Gerrikagoitia |                        |             |

| Movistar Team MOV                                             | Movistar Team MOV               | Movistar Team MOV |
| ------------------------------------------------------------- | ------------------------------- | ----------------- |
| Num                                                           | Coureur                         | Pos               |
| 131                                                           | Enric Mas (ESP)                 | AB-1              |
| 132                                                           | Ruben Guerreiro (POR)           | AB-14             |
| 133                                                           | Alex Aranburu (ESP)             | 52e               |
| 134                                                           | Gorka Izagirre (ESP)            | 37e               |
| 135                                                           | Matteo Jorgenson (USA)          | NP-16             |
| 136                                                           | Gregor Mühlberger (AUT) (route) | 44e               |
| 137                                                           | Nélson Oliveira (POR)           | 53e               |
| 138                                                           | Antonio Pedrero (ESP)           | AB-14             |
| Directeur sportif : Yvon Ledanois, José Vicente García Acosta |                                 |                   |

| Team DSM-Firmenich DSM                                    | Team DSM-Firmenich DSM    | Team DSM-Firmenich DSM |
| --------------------------------------------------------- | ------------------------- | ---------------------- |
| Num                                                       | Coureur                   | Pos                    |
| 141                                                       | Romain Bardet (FRA)       | AB-14                  |
| 142                                                       | John Degenkolb (GER)      | 145e                   |
| 143                                                       | Matthew Dinham (AUS)      | 58e                    |
| 144                                                       | Alexander Edmondson (AUS) | 146e                   |
| 145                                                       | Nils Eekhoff (NED)        | 138e                   |
| 146                                                       | Chris Hamilton (AUS)      | 46e                    |
| 147                                                       | Kevin Vermaerke (USA)     | 61e                    |
| 148                                                       | Sam Welsford (AUS)        | 144e                   |
| Directeur sportif : Matthew Winston, Christian Guiberteau |                           |                        |

| Israel-Premier Tech IPT                        | Israel-Premier Tech IPT | Israel-Premier Tech IPT |
| ---------------------------------------------- | ----------------------- | ----------------------- |
| Num                                            | Coureur                 | Pos                     |
| 151                                            | Michael Woods (CAN)     | 48e                     |
| 152                                            | Guillaume Boivin (CAN)  | 126e                    |
| 153                                            | Simon Clarke (AUS)      | 109e                    |
| 154                                            | Hugo Houle (CAN)        | 38e                     |
| 155                                            | Krists Neilands (LAT)   | 50e                     |
| 156                                            | Nick Schultz (AUS)      | 39e                     |
| 157                                            | Corbin Strong (NZL)     | 90e                     |
| 158                                            | Dylan Teuns (BEL)       | 35e                     |
| Directeur sportif : Rik Verbrugghe, Dirk Demol |                         |                         |

| Team Jayco AlUla JAY                             | Team Jayco AlUla JAY          | Team Jayco AlUla JAY |
| ------------------------------------------------ | ----------------------------- | -------------------- |
| Num                                              | Coureur                       | Pos                  |
| 161                                              | Simon Yates (GBR)             | 4e                   |
| 162                                              | Lawson Craddock (USA)         | 84e                  |
| 163                                              | Luke Durbridge (AUS)          | 130e                 |
| 164                                              | Dylan Groenewegen (NED)       | 137e                 |
| 165                                              | Chris Harper (AUS)            | 16e                  |
| 166                                              | Christopher Juul Jensen (DEN) | 117e                 |
| 167                                              | Luka Mezgec (SLO)             | 112e                 |
| 168                                              | Elmar Reinders (NED)          | 141e                 |
| Directeur sportif : Mathew Hayman, Matthew White |                               |                      |

| Arkéa-Samsic ARK                                     | Arkéa-Samsic ARK          | Arkéa-Samsic ARK |
| ---------------------------------------------------- | ------------------------- | ---------------- |
| Num                                                  | Coureur                   | Pos              |
| 171                                                  | Warren Barguil (FRA)      | 22e              |
| 172                                                  | Jenthe Biermans (BEL)     | 128e             |
| 173                                                  | Clément Champoussin (FRA) | 51e              |
| 174                                                  | Anthony Delaplace (FRA)   | 68e              |
| 175                                                  | Simon Guglielmi (FRA)     | 69e              |
| 176                                                  | Matîs Louvel (FRA)        | 65e              |
| 177                                                  | Luca Mozzato (ITA)        | 132e             |
| 178                                                  | Laurent Pichon (FRA)      | 124e             |
| Directeur sportif : Arnaud Gérard, Sébastien Hinault |                           |                  |

| Lotto Dstny LTD                               | Lotto Dstny LTD          | Lotto Dstny LTD |
| --------------------------------------------- | ------------------------ | --------------- |
| Num                                           | Coureur                  | Pos             |
| 181                                           | Caleb Ewan (AUS)         | AB-13           |
| 182                                           | Victor Campenaerts (BEL) | 64e             |
| 183                                           | Jasper De Buyst (BEL)    | 136e            |
| 184                                           | Pascal Eenkhoorn (NED)   | 91e             |
| 185                                           | Frederik Frison (BEL)    | 147e            |
| 186                                           | Jacopo Guarnieri (ITA)   | NP-5            |
| 187                                           | Maxim Van Gils (BEL)     | 59e             |
| 188                                           | Florian Vermeersch (BEL) | 120e            |
| Directeur sportif : Mario Aerts, Marc Wauters |                          |                 |

| Astana Qazaqstan Team AST                            | Astana Qazaqstan Team AST               | Astana Qazaqstan Team AST |
| ---------------------------------------------------- | --------------------------------------- | ------------------------- |
| Num                                                  | Coureur                                 | Pos                       |
| 191                                                  | Mark Cavendish (GBR)                    | AB-8                      |
| 192                                                  | Cees Bol (NED)                          | 149e                      |
| 193                                                  | David de la Cruz (ESP)                  | AB-12                     |
| 194                                                  | Yevgeniy Fedorov (KAZ)                  | 148e                      |
| 195                                                  | Alexey Lutsenko (KAZ) (route et chrono) | 40e                       |
| 196                                                  | Gianni Moscon (ITA)                     | 135e                      |
| 197                                                  | Luis León Sánchez (ESP)                 | NP-5                      |
| 198                                                  | Harold Tejada (COL)                     | 34e                       |
| Directeur sportif : Alexandr Shefer, Dmitriy Fofonov |                                         |                           |

| Uno-X Pro Cycling Team UXT                          | Uno-X Pro Cycling Team UXT       | Uno-X Pro Cycling Team UXT |
| --------------------------------------------------- | -------------------------------- | -------------------------- |
| Num                                                 | Coureur                          | Pos                        |
| 201                                                 | Alexander Kristoff (NOR)         | 134e                       |
| 202                                                 | Jonas Abrahamsen (NOR)           | 85e                        |
| 203                                                 | Anthon Charmig (DEN)             | 99e                        |
| 204                                                 | Tobias Johannessen (NOR)         | 30e                        |
| 205                                                 | Rasmus Tiller (NOR)              | 108e                       |
| 206                                                 | Torstein Træen (NOR)             | 95e                        |
| 207                                                 | Søren Wærenskjold (NOR) (chrono) | 140e                       |
| 208                                                 | Jonas Gregaard Wilsly (DEN)      | 43e                        |
| Directeur sportif : Gabriel Rasch, Stig Kristiansen |                                  |                            |

| TotalEnergies TEN                                  | TotalEnergies TEN          | TotalEnergies TEN |
| -------------------------------------------------- | -------------------------- | ----------------- |
| Num                                                | Coureur                    | Pos               |
| 211                                                | Peter Sagan (SVK)          | 127e              |
| 212                                                | Edvald Boasson Hagen (NOR) | 100e              |
| 213                                                | Mathieu Burgaudeau (FRA)   | 31e               |
| 214                                                | Steff Cras (BEL)           | AB-8              |
| 215                                                | Valentin Ferron (FRA)      | 89e               |
| 216                                                | Pierre Latour (FRA)        | 75e               |
| 217                                                | Daniel Oss (ITA)           | 88e               |
| 218                                                | Anthony Turgis (FRA)       | 94e               |
| Directeur sportif : Benoît Génauzeau, Thibaut Macé |                            |                   |

| Jumbo-Visma TJV                                      | Jumbo-Visma TJV                | Jumbo-Visma TJV |
| ---------------------------------------------------- | ------------------------------ | --------------- |
| Num                                                  | Coureur                        | Pos             |
| 1                                                    | Jonas Vingegaard (DEN)         | 1er             |
| 2                                                    | Tiesj Benoot (BEL)             | 24e             |
| 3                                                    | Wilco Kelderman (NED)          | 18e             |
| 4                                                    | Sepp Kuss (USA)                | 12e             |
| 5                                                    | Christophe Laporte (FRA)       | 80e             |
| 6                                                    | Wout van Aert (BEL) (chrono)   | NP-18           |
| 7                                                    | Dylan van Baarle (NED) (route) | 42e             |
| 8                                                    | Nathan Van Hooydonck (BEL)     | 93e             |
| Directeur sportif : Frans Maassen, Arthur van Dongen |                                |                 |

| UAE Team Emirates UAD                                  | UAE Team Emirates UAD                 | UAE Team Emirates UAD |
| ------------------------------------------------------ | ------------------------------------- | --------------------- |
| Num                                                    | Coureur                               | Pos                   |
| 11                                                     | Tadej Pogačar (SLO) (route et chrono) | 2e                    |
| 12                                                     | Mikkel Bjerg (DEN)                    | 123e                  |
| 14                                                     | Felix Großschartner (AUT)             | 23e                   |
| 15                                                     | Vegard Stake Laengen (NOR)            | 102e                  |
| 16                                                     | Rafał Majka (POL)                     | 14e                   |
| 17                                                     | Marc Soler (ESP)                      | 56e                   |
| 18                                                     | Matteo Trentin (ITA)                  | 107e                  |
| 19                                                     | Adam Yates (GBR)                      | 3e                    |
| Directeur sportif : Andrej Hauptman, Simone Pedrazzini |                                       |                       |

| Ineos Grenadiers IGD                              | Ineos Grenadiers IGD                | Ineos Grenadiers IGD |
| ------------------------------------------------- | ----------------------------------- | -------------------- |
| Num                                               | Coureur                             | Pos                  |
| 21                                                | Egan Bernal (COL)                   | 36e                  |
| 22                                                | Jonathan Castroviejo (ESP) (chrono) | 15e                  |
| 23                                                | Omar Fraile (ESP)                   | 60e                  |
| 24                                                | Michał Kwiatkowski (POL) (chrono)   | 49e                  |
| 25                                                | Daniel Martínez (COL)               | NP-15                |
| 26                                                | Tom Pidcock (GBR)                   | 13e                  |
| 27                                                | Carlos Rodríguez (ESP)              | 5e                   |
| 28                                                | Ben Turner (GBR)                    | AB-13                |
| Directeur sportif : Steve Cummings, Xabier Zandio |                                     |                      |

| Groupama-FDJ GFC                                     | Groupama-FDJ GFC               | Groupama-FDJ GFC |
| ---------------------------------------------------- | ------------------------------ | ---------------- |
| Num                                                  | Coureur                        | Pos              |
| 31                                                   | David Gaudu (FRA)              | 9e               |
| 32                                                   | Kevin Geniets (LUX)            | 41e              |
| 33                                                   | Stefan Küng (SUI)              | 54e              |
| 34                                                   | Olivier Le Gac (FRA)           | 131e             |
| 35                                                   | Valentin Madouas (FRA) (route) | 20e              |
| 36                                                   | Quentin Pacher (FRA)           | 63e              |
| 37                                                   | Thibaut Pinot (FRA)            | 11e              |
| 38                                                   | Lars van den Berg (NED)        | 70e              |
| Directeur sportif : Philippe Mauduit, Sébastien Joly |                                |                  |

| EF Education-EasyPost EFE                           | EF Education-EasyPost EFE     | EF Education-EasyPost EFE |
| --------------------------------------------------- | ----------------------------- | ------------------------- |
| Num                                                 | Coureur                       | Pos                       |
| 41                                                  | Richard Carapaz (ECU) (route) | NP-2                      |
| 42                                                  | Andrey Amador (CRC)           | 110e                      |
| 43                                                  | Alberto Bettiol (ITA)         | 83e                       |
| 44                                                  | Esteban Chaves (COL) (route)  | AB-14                     |
| 45                                                  | Magnus Cort Nielsen (DEN)     | 96e                       |
| 46                                                  | Neilson Powless (USA)         | 66e                       |
| 47                                                  | James Shaw (GBR)              | AB-14                     |
| 48                                                  | Rigoberto Urán (COL)          | 71e                       |
| Directeur sportif : Juan Manuel Gárate, Tom Southam |                               |                           |

| Soudal Quick-Step SOQ                            | Soudal Quick-Step SOQ         | Soudal Quick-Step SOQ |
| ------------------------------------------------ | ----------------------------- | --------------------- |
| Num                                              | Coureur                       | Pos                   |
| 51                                               | Julian Alaphilippe (FRA)      | 33e                   |
| 52                                               | Kasper Asgreen (DEN) (chrono) | 87e                   |
| 53                                               | Rémi Cavagna (FRA) (chrono)   | 106e                  |
| 54                                               | Tim Declercq (BEL)            | 118e                  |
| 55                                               | Dries Devenyns (BEL)          | 119e                  |
| 56                                               | Fabio Jakobsen (NED) (route)  | NP-12                 |
| 57                                               | Yves Lampaert (BEL)           | 104e                  |
| 58                                               | Michael Mørkøv (DEN)          | 150e                  |
| Directeur sportif : Wilfried Peeters, Tom Steels |                               |                       |

| Bahrain Victorious TBV                                | Bahrain Victorious TBV    | Bahrain Victorious TBV |
| ----------------------------------------------------- | ------------------------- | ---------------------- |
| Num                                                   | Coureur                   | Pos                    |
| 62                                                    | Mikel Landa (ESP)         | 19e                    |
| 63                                                    | Nikias Arndt (GER)        | 121e                   |
| 64                                                    | Phil Bauhaus (GER)        | AB-17                  |
| 65                                                    | Pello Bilbao (ESP)        | 6e                     |
| 66                                                    | Jack Haig (AUS)           | 28e                    |
| 67                                                    | Matej Mohorič (SLO)       | 72e                    |
| 68                                                    | Wout Poels (NED)          | 27e                    |
| 69                                                    | Fred Wright (GBR) (route) | 92e                    |
| Directeur sportif : Gorazd Štangelj, Xavier Florencio |                           |                        |

| Bora-Hansgrohe BOH                              | Bora-Hansgrohe BOH             | Bora-Hansgrohe BOH |
| ----------------------------------------------- | ------------------------------ | ------------------ |
| Num                                             | Coureur                        | Pos                |
| 71                                              | Jai Hindley (AUS)              | 7e                 |
| 72                                              | Emanuel Buchmann (GER) (route) | 21e                |
| 73                                              | Marco Haller (AUT)             | 78e                |
| 74                                              | Bob Jungels (LUX)              | 26e                |
| 75                                              | Patrick Konrad (AUT)           | 82e                |
| 76                                              | Jordi Meeus (BEL)              | 139e               |
| 77                                              | Nils Politt (GER) (chrono)     | 62e                |
| 78                                              | Danny van Poppel (NED)         | 116e               |
| Directeur sportif : Rolf Aldag, Christian Pömer |                                |                    |

| Lidl-Trek LTK                                     | Lidl-Trek LTK                       | Lidl-Trek LTK |
| ------------------------------------------------- | ----------------------------------- | ------------- |
| Num                                               | Coureur                             | Pos           |
| 81                                                | Giulio Ciccone (ITA)                | 32e           |
| 82                                                | Tony Gallopin (FRA)                 | 86e           |
| 83                                                | Mattias Skjelmose (DEN) (route)     | 29e           |
| 84                                                | Alex Kirsch (LUX) (route et chrono) | 115e          |
| 85                                                | Juan Pedro López (ESP)              | 74e           |
| 86                                                | Mads Pedersen (DEN)                 | 105e          |
| 87                                                | Quinn Simmons (USA) (route)         | NP-9          |
| 88                                                | Jasper Stuyven (BEL)                | 79e           |
| Directeur sportif : Steven de Jongh, Kim Andersen |                                     |               |

| AG2R Citroën Team ACT                             | AG2R Citroën Team ACT        | AG2R Citroën Team ACT |
| ------------------------------------------------- | ---------------------------- | --------------------- |
| Num                                               | Coureur                      | Pos                   |
| 91                                                | Ben O'Connor (AUS)           | 17e                   |
| 92                                                | Clément Berthet (FRA)        | 25e                   |
| 93                                                | Benoît Cosnefroy (FRA)       | 101e                  |
| 94                                                | Stan Dewulf (BEL)            | 81e                   |
| 95                                                | Felix Gall (AUT)             | 8e                    |
| 96                                                | Oliver Naesen (BEL)          | 76e                   |
| 97                                                | Aurélien Paret-Peintre (FRA) | 55e                   |
| 98                                                | Nans Peters (FRA)            | 73e                   |
| Directeur sportif : Julien Jurdie, Nicolas Guillé |                              |                       |

| Alpecin-Deceuninck ADC                               | Alpecin-Deceuninck ADC     | Alpecin-Deceuninck ADC |
| ---------------------------------------------------- | -------------------------- | ---------------------- |
| Num                                                  | Coureur                    | Pos                    |
| 101                                                  | Mathieu van der Poel (NED) | 57e                    |
| 102                                                  | Silvan Dillier (SUI)       | 129e                   |
| 103                                                  | Michael Gogl (AUT)         | 133e                   |
| 104                                                  | Quinten Hermans (BEL)      | 113e                   |
| 105                                                  | Søren Kragh Andersen (DEN) | 122e                   |
| 106                                                  | Jasper Philipsen (BEL)     | 97e                    |
| 107                                                  | Jonas Rickaert (BEL)       | 114e                   |
| 108                                                  | Ramon Sinkeldam (NED)      | AB-14                  |
| Directeur sportif : Christoph Roodhooft, Bart Leysen |                            |                        |

| Intermarché-Circus-Wanty ICW                       | Intermarché-Circus-Wanty ICW | Intermarché-Circus-Wanty ICW |
| -------------------------------------------------- | ---------------------------- | ---------------------------- |
| Num                                                | Coureur                      | Pos                          |
| 111                                                | Biniam Girmay (ERI)          | 125e                         |
| 112                                                | Lilian Calmejane (FRA)       | 77e                          |
| 113                                                | Rui Costa (POR)              | 67e                          |
| 114                                                | Louis Meintjes (RSA)         | AB-14                        |
| 115                                                | Adrien Petit (FRA)           | 143e                         |
| 116                                                | Dion Smith (NZL)             | 111e                         |
| 117                                                | Mike Teunissen (NED)         | 103e                         |
| 118                                                | Georg Zimmermann (GER)       | 47e                          |
| Directeur sportif : Steven De Neef, Lorenzo Lapage |                              |                              |

| Cofidis COF                                               | Cofidis COF            | Cofidis COF |
| --------------------------------------------------------- | ---------------------- | ----------- |
| Num                                                       | Coureur                | Pos         |
| 121                                                       | Guillaume Martin (FRA) | 10e         |
| 122                                                       | Bryan Coquard (FRA)    | 98e         |
| 123                                                       | Simon Geschke (GER)    | AB-18       |
| 124                                                       | Ion Izagirre (ESP)     | 45e         |
| 125                                                       | Victor Lafay (FRA)     | AB-20       |
| 126                                                       | Anthony Perez (FRA)    | NP-18       |
| 127                                                       | Alexis Renard (FRA)    | NP-17       |
| 128                                                       | Axel Zingle (FRA)      | 142e        |
| Directeur sportif : Bingen Fernández, Gorka Gerrikagoitia |                        |             |

| Movistar Team MOV                                             | Movistar Team MOV               | Movistar Team MOV |
| ------------------------------------------------------------- | ------------------------------- | ----------------- |
| Num                                                           | Coureur                         | Pos               |
| 131                                                           | Enric Mas (ESP)                 | AB-1              |
| 132                                                           | Ruben Guerreiro (POR)           | AB-14             |
| 133                                                           | Alex Aranburu (ESP)             | 52e               |
| 134                                                           | Gorka Izagirre (ESP)            | 37e               |
| 135                                                           | Matteo Jorgenson (USA)          | NP-16             |
| 136                                                           | Gregor Mühlberger (AUT) (route) | 44e               |
| 137                                                           | Nélson Oliveira (POR)           | 53e               |
| 138                                                           | Antonio Pedrero (ESP)           | AB-14             |
| Directeur sportif : Yvon Ledanois, José Vicente García Acosta |                                 |                   |

| Team DSM-Firmenich DSM                                    | Team DSM-Firmenich DSM    | Team DSM-Firmenich DSM |
| --------------------------------------------------------- | ------------------------- | ---------------------- |
| Num                                                       | Coureur                   | Pos                    |
| 141                                                       | Romain Bardet (FRA)       | AB-14                  |
| 142                                                       | John Degenkolb (GER)      | 145e                   |
| 143                                                       | Matthew Dinham (AUS)      | 58e                    |
| 144                                                       | Alexander Edmondson (AUS) | 146e                   |
| 145                                                       | Nils Eekhoff (NED)        | 138e                   |
| 146                                                       | Chris Hamilton (AUS)      | 46e                    |
| 147                                                       | Kevin Vermaerke (USA)     | 61e                    |
| 148                                                       | Sam Welsford (AUS)        | 144e                   |
| Directeur sportif : Matthew Winston, Christian Guiberteau |                           |                        |

| Israel-Premier Tech IPT                        | Israel-Premier Tech IPT | Israel-Premier Tech IPT |
| ---------------------------------------------- | ----------------------- | ----------------------- |
| Num                                            | Coureur                 | Pos                     |
| 151                                            | Michael Woods (CAN)     | 48e                     |
| 152                                            | Guillaume Boivin (CAN)  | 126e                    |
| 153                                            | Simon Clarke (AUS)      | 109e                    |
| 154                                            | Hugo Houle (CAN)        | 38e                     |
| 155                                            | Krists Neilands (LAT)   | 50e                     |
| 156                                            | Nick Schultz (AUS)      | 39e                     |
| 157                                            | Corbin Strong (NZL)     | 90e                     |
| 158                                            | Dylan Teuns (BEL)       | 35e                     |
| Directeur sportif : Rik Verbrugghe, Dirk Demol |                         |                         |

| Team Jayco AlUla JAY                             | Team Jayco AlUla JAY          | Team Jayco AlUla JAY |
| ------------------------------------------------ | ----------------------------- | -------------------- |
| Num                                              | Coureur                       | Pos                  |
| 161                                              | Simon Yates (GBR)             | 4e                   |
| 162                                              | Lawson Craddock (USA)         | 84e                  |
| 163                                              | Luke Durbridge (AUS)          | 130e                 |
| 164                                              | Dylan Groenewegen (NED)       | 137e                 |
| 165                                              | Chris Harper (AUS)            | 16e                  |
| 166                                              | Christopher Juul Jensen (DEN) | 117e                 |
| 167                                              | Luka Mezgec (SLO)             | 112e                 |
| 168                                              | Elmar Reinders (NED)          | 141e                 |
| Directeur sportif : Mathew Hayman, Matthew White |                               |                      |

| Arkéa-Samsic ARK                                     | Arkéa-Samsic ARK          | Arkéa-Samsic ARK |
| ---------------------------------------------------- | ------------------------- | ---------------- |
| Num                                                  | Coureur                   | Pos              |
| 171                                                  | Warren Barguil (FRA)      | 22e              |
| 172                                                  | Jenthe Biermans (BEL)     | 128e             |
| 173                                                  | Clément Champoussin (FRA) | 51e              |
| 174                                                  | Anthony Delaplace (FRA)   | 68e              |
| 175                                                  | Simon Guglielmi (FRA)     | 69e              |
| 176                                                  | Matîs Louvel (FRA)        | 65e              |
| 177                                                  | Luca Mozzato (ITA)        | 132e             |
| 178                                                  | Laurent Pichon (FRA)      | 124e             |
| Directeur sportif : Arnaud Gérard, Sébastien Hinault |                           |                  |

| Lotto Dstny LTD                               | Lotto Dstny LTD          | Lotto Dstny LTD |
| --------------------------------------------- | ------------------------ | --------------- |
| Num                                           | Coureur                  | Pos             |
| 181                                           | Caleb Ewan (AUS)         | AB-13           |
| 182                                           | Victor Campenaerts (BEL) | 64e             |
| 183                                           | Jasper De Buyst (BEL)    | 136e            |
| 184                                           | Pascal Eenkhoorn (NED)   | 91e             |
| 185                                           | Frederik Frison (BEL)    | 147e            |
| 186                                           | Jacopo Guarnieri (ITA)   | NP-5            |
| 187                                           | Maxim Van Gils (BEL)     | 59e             |
| 188                                           | Florian Vermeersch (BEL) | 120e            |
| Directeur sportif : Mario Aerts, Marc Wauters |                          |                 |

| Astana Qazaqstan Team AST                            | Astana Qazaqstan Team AST               | Astana Qazaqstan Team AST |
| ---------------------------------------------------- | --------------------------------------- | ------------------------- |
| Num                                                  | Coureur                                 | Pos                       |
| 191                                                  | Mark Cavendish (GBR)                    | AB-8                      |
| 192                                                  | Cees Bol (NED)                          | 149e                      |
| 193                                                  | David de la Cruz (ESP)                  | AB-12                     |
| 194                                                  | Yevgeniy Fedorov (KAZ)                  | 148e                      |
| 195                                                  | Alexey Lutsenko (KAZ) (route et chrono) | 40e                       |
| 196                                                  | Gianni Moscon (ITA)                     | 135e                      |
| 197                                                  | Luis León Sánchez (ESP)                 | NP-5                      |
| 198                                                  | Harold Tejada (COL)                     | 34e                       |
| Directeur sportif : Alexandr Shefer, Dmitriy Fofonov |                                         |                           |

| Uno-X Pro Cycling Team UXT                          | Uno-X Pro Cycling Team UXT       | Uno-X Pro Cycling Team UXT |
| --------------------------------------------------- | -------------------------------- | -------------------------- |
| Num                                                 | Coureur                          | Pos                        |
| 201                                                 | Alexander Kristoff (NOR)         | 134e                       |
| 202                                                 | Jonas Abrahamsen (NOR)           | 85e                        |
| 203                                                 | Anthon Charmig (DEN)             | 99e                        |
| 204                                                 | Tobias Johannessen (NOR)         | 30e                        |
| 205                                                 | Rasmus Tiller (NOR)              | 108e                       |
| 206                                                 | Torstein Træen (NOR)             | 95e                        |
| 207                                                 | Søren Wærenskjold (NOR) (chrono) | 140e                       |
| 208                                                 | Jonas Gregaard Wilsly (DEN)      | 43e                        |
| Directeur sportif : Gabriel Rasch, Stig Kristiansen |                                  |                            |

| TotalEnergies TEN                                  | TotalEnergies TEN          | TotalEnergies TEN |
| -------------------------------------------------- | -------------------------- | ----------------- |
| Num                                                | Coureur                    | Pos               |
| 211                                                | Peter Sagan (SVK)          | 127e              |
| 212                                                | Edvald Boasson Hagen (NOR) | 100e              |
| 213                                                | Mathieu Burgaudeau (FRA)   | 31e               |
| 214                                                | Steff Cras (BEL)           | AB-8              |
| 215                                                | Valentin Ferron (FRA)      | 89e               |
| 216                                                | Pierre Latour (FRA)        | 75e               |
| 217                                                | Daniel Oss (ITA)           | 88e               |
| 218                                                | Anthony Turgis (FRA)       | 94e               |
| Directeur sportif : Benoît Génauzeau, Thibaut Macé |                            |                   |

## Coureurs par nationalité
| #     | Nationalité      | Au départ | À l'arrivée | Victoire(s) d'étape               |
| ----- | ---------------- | --------- | ----------- | --------------------------------- |
| 1     | France           | 32        | 28          | 1 (Lafay)                         |
| 2     | Belgique         | 21        | 19          | 5 (Philipsen x4, Meeus)           |
| 3     | Espagne          | 14        | 10          | 3 (Bilbao, Izagirre, Rodríguez)   |
| 4     | Pays-Bas         | 14        | 12          | 1 (Poels)                         |
| 5     | Australie        | 12        | 11          | 1 (Hindley)                       |
| 6     | Danemark         | 11        | 11          | 3 (Pedersen, Vingegaard, Asgreen) |
| 7     | Norvège          | 8         | 8           |                                   |
| 8     | Allemagne        | 7         | 5           |                                   |
| 9     | Royaume-Uni      | 7         | 4           | 1 (Yates)                         |
| 10    | Italie           | 7         | 6           |                                   |
| 11    | Autriche         | 6         | 6           | 1 (Gall)                          |
| 12    | États-Unis       | 6         | 4           |                                   |
| 13    | Colombie         | 5         | 3           |                                   |
| 14    | Canada           | 3         | 3           | 1 (Woods)                         |
| 15    | Luxembourg       | 3         | 3           |                                   |
| 16    | Portugal         | 3         | 2           |                                   |
| 17    | Slovénie         | 3         | 3           | 3 (Pogačar x2, Mohorič)           |
| 18    | Kazakhstan       | 2         | 2           |                                   |
| 19    | Nouvelle-Zélande | 2         | 2           |                                   |
| 20    | Pologne          | 2         | 2           | 1 (Kwiatkowski)                   |
| 21    | Suisse           | 2         | 2           |                                   |
| 22    | Afrique du Sud   | 1         | 0           |                                   |
| 23    | Costa Rica       | 1         | 1           |                                   |
| 24    | Équateur         | 1         | 0           |                                   |
| 25    | Érythrée         | 1         | 1           |                                   |
| 26    | Lettonie         | 1         | 1           |                                   |
| 27    | Slovaquie        | 1         | 1           |                                   |
| Total | Total            | 176       | 150         | 21                                |